# (500186) 2012 GH3
(500186) 2012 GH3 es un asteroide perteneciente al cinturón de asteroides, descubierto el 13 de enero de 2008 por el equipo del Spacewatch desde el Observatorio Nacional de Kitt Peak, Arizona, Estados Unidos.

## Designación y nombre
Designado provisionalmente como 2012 GH3.

## Características orbitales
2012 GH3 está situado a una distancia media del Sol de 2,326 ua, pudiendo alejarse hasta 2,631 ua y acercarse hasta 2,021 ua. Su excentricidad es 0,130 y la inclinación orbital 2,128 grados. Emplea 1296,00 días en completar una órbita alrededor del Sol.

## Características físicas
La magnitud absoluta de 2012 GH3 es 18,3.